# Catocala muliercula
Catocala muliercula là một loài bướm đêm thuộc họ Erebidae. Nó được tìm thấy ở Massachusetts và Connecticut phía nam đến Florida và phía tây đến Texas và New Mexico.
Sải cánh dài 54–70 mm. Con trưởng thành bay từ tháng 5 đến tháng 7 tùy theo địa điểm. Có thể có một lứa một năm.
Ấu trùng ăn Myrica cerifera.